# Síofra O'Leary
Síofra O'Leary (n. 20 septembrie 1968, Dublin, Irlanda) este o avocată și judecătoare irlandeză la Curtea Europeană a Drepturilor Omului.

## Biografie
O'Leary s-a născut la Dublin, unde a absolvit în 1989 University College Dublin⁠(d) cu o licență în drept civil. Ea a continuat să studieze la Institutul Universitar European din Florența, unde și-a luat doctoratul în dreptul european în 1993. O'Leary a lucrat apoi în cercetare în universitățile din Cadiz și Londra, înainte de a deveni director adjunct în Centrul pentru Studii de Drept European de la Universitatea din Cambridge în 1996. O'Leary a devenit apoi Fellow la Emmanuel College din Cambridge.
Începând cu 1996, timp de trei ani, O'Leary a ocupat funcția de consultant la Curtea de Justiție a Uniunii Europene din Luxemburg. Apoi a devenit șefă de cabinet din 2000 până în 2004. În perioada petrecută la Curtea de Justiție, O'Leary a lucrat și ca cercetător în vizită la Universitatea din Dublin din 1999 până în 2004, iar din 2003 a fost profesor invitat la Colegiul Europei din Bruges. Prelegerile ei se adresează practicienilor, agențiilor guvernamentale și cadrelor universitare cu privire la drepturile fundamentale, dreptul UE și practica și procedura Curții Europene de Justiție. Ea scrie articole despre drepturile fundamentale, dreptul muncii din UE, libera circulație a persoanelor și a serviciilor și cetățenia UE. O'Leary a deținut diverse funcții la Curtea de Justiție a Uniunii Europene până când, în aprilie 2015, a fost aleasă să o înlocuiască pe Ann Power ca judecător al Irlandei la Curtea Europeană a Drepturilor Omului. Mandatul ei a început pe 2 iulie 2015 și este de așteptat să se încheie la 1 iulie 2024. La 15 noiembrie 2021 a fost aleasă ca vicepreședinte al Curții, iar la 19 septembrie 2022 a fost aleasă președinte al Curții Europene a Drepturilor Omului.

## Lucrări publicate
- The Evolving Concept of Community Citizenship (Conceptul evolutiv al cetățeniei comunitare), Kluwer, 1996
- Employment Law at the European Court of Justice (Dreptul muncii la Curtea Europeană de Justiție) Hart Publishing, 2001